# SV Schermbeck
Der SV Schermbeck (offiziell: Sportverein Schermbeck 2020 e. V.) ist ein deutscher Fußballverein aus Schermbeck.

## Geschichte

### Entstehungsgeschichte des Hauptvereins
Schermbeck nahm ohne förmliche Gründung im Sommer 1912 Übungen wie Spielen, Springen u. a. auf. Erst ein vom Weseler Turnverein am 16. August 1912 veranstaltetes Werbeturnen war schließlich Auslöser für die offizielle Gründung des Schermbecker Turnvereins, der am 1. Januar 1913 bereits 62 Mitglieder zählte. Mitte des Jahres 1917 wurde der sportliche Betrieb aufgrund des Ersten Weltkriegs eingestellt. Ab 1919 wurde der TV Schermbeck neugegründet und mit dem Ballspielverein Schermbeck zusammengeschlossen. Als Faustball zu Beginn der 1930er immer beliebter wurde, schloss sich der TV Schermbeck mit dem 1934 gegründeten Fußballverein Grün-Weiß Schermbeck zum Turn- und Sportverein Schermbeck zusammen.
Die erste Mannschaft der Fußballabteilung spielte in der dritten Kreisklasse des Gau 10 (Niederrhein). Bereits zur Saison 1938/39 konnte jedoch keine Mannschaft mehr gestellt werden, da viele Spieler zum Militär einberufen wurden oder in der HJ-Bewegung tätig sein mussten. Mit Ausbruch des Zweiten Weltkriegs kam das Vereinsleben erneut zum Erliegen. Nach Kriegsende konnte nun unter der Bezeichnung Spielverein Schermbeck mit zwei Seniorenmannschaften und einer Jugendmannschaft im Fußball sowie einer Leichtathletikabteilung der sportliche Betrieb erneut aufgenommen werden.

### Entwicklung der Fußballabteilung

Logo des ehemaligen Hauptvereins,
SV Schermbeck 1912

Die bis dahin erfolgreichste Saison spielte die erste Fußballmannschaft in der Saison 1960/61, als man in die Bezirksklasse aufstieg und dort in der Folgesaison den siebten Platz belegte. Drei Jahre spielte der SV Schermbeck in der Bezirksklasse, bis 1964 der Abstieg in 1. Kreisklasse erfolgte. 1966 wurde der SV Schermbeck erneut Meister, scheiterte jedoch in der Aufstiegsrunde. In der Saison 1974/75 folgte schließlich der Abstieg in die 2. Kreisklasse, aus der man 1977 wieder in die Kreisliga A aufstieg. 1983 gelang der erneute Aufstieg in die Bezirksliga, doch stieg man direkt wieder in die Kreisliga A ab. In der Saison 1993/94 gelang nach acht Jahren Kreisliga der erneute Aufstieg in die Bezirksliga, wo die folgende Saison mit dem fünften Tabellenplatz endete. Ab 1997 verfehlte der SV Schermbeck dreimal in Folge nur knapp den Aufstieg in die Landesliga Westfalen und wurde jeweils Vizemeister in der Bezirksliga 12. In der Folgesaison wurde die Mannschaft in die Bezirksliga 11 umgruppiert und wurde Sechster. 2001 gelang schließlich der Aufstieg in die Landesliga, von der aus man in der Folgesaison in die Verbandsliga Westfalen aufstieg.
2003 gelang mit dem dritten Aufstieg innerhalb von vier Jahren der Sprung in die Oberliga Westfalen, aus der der Verein in der Saison 2005/06 wieder in die Verbandsliga Westfalen abstieg. Bereits ein Jahr später folgte jedoch der erneute Aufstieg in die Oberliga, in die neu geschaffene NRW-Liga. Im Jahr 2007 wurde die Spielstätte Waldsportplatz auflagengerecht erneuert und trägt seitdem den Namen Volksbank Arena. Für die Saison 2009/10 wurde dem SV Schermbeck die Lizenz für die NRW-Liga verweigert, da die entsprechenden Lizenzierungsunterlagen 15 Minuten zu spät bei der Geschäftsstelle des Westdeutschen Fußball- und Leichtathletikverbandes eingereicht wurden. Gegen diese Entscheidung hat der Verein jedoch den Rechtsweg zu den ordentlichen Gerichten beschritten. Am 7. Juli 2009 hat das Landgericht Duisburg im Wege einer einstweiligen Verfügung die weitere Zugehörigkeit des SV Schermbeck zur NRW-Liga bestätigt.
Im Jahre 2015 stieg der SV Schermbeck nach einem 3:0-Sieg im Entscheidungsspiel gegen Westfalia Wickede wieder in die Oberliga Westfalen auf, musste aber nach einem Jahr wieder absteigen. 2018 wurden die Schermbecker Vizemeister in der Westfalenliga 1 hinter dem 1. FC Gievenbeck. Durch einen 3:2-Sieg nach Verlängerung über den DSC Wanne-Eickel gelang der Wiederaufstieg in die Oberliga Westfalen. Im Juli 2020 spaltete sich die Fußballabteilung als Sportverein Schermbeck 2020 vom Hauptverein ab. Als letzten Erfolg innerhalb des Hauptvereins erreichte die Fußballabteilung das Endspiel um den Westfalenpokal in der Saison 2019/20, dies wurde jedoch gegen den RSV Meinerzhagen mit 0:2 verloren.

## Persönlichkeiten
- Holger Aden
- Yannik Ahr
- Thorsten Albustin
- Andrew Barisic
- Norbert Elgert
- Christian Erwig
- Jonas Erwig-Drüppel
- Marvin Grumann
- Florian Kraft
- Christoph Müller
- Nassirou Ouro-Akpo
- Moussa Ouattara
- Sascha Siebert